# العلاقات البوتانية الكولومبية
العلاقات البوتانية الكولومبية هي العلاقات الثنائية التي تجمع بين بوتان وكولومبيا.

## مقارنة بين البلدين
هذه مقارنة عامة ومرجعية للدولتين:
| وجه المقارنة                                              | بوتان          | كولومبيا        |
| --------------------------------------------------------- | -------------- | --------------- |
| المساحة (كم2)                                             | 38.39 ألف      | 1.14 مليون      |
| عدد السكان (نسمة)                                         | 807.61 ألف     | 49.07 مليون     |
| الكثافة السكانية (ن./كم²)                                 | 21.04          | 43.04           |
| العاصمة                                                   | تيمفو          | بوغوتا          |
| اللغة الرسمية                                             | لغة دزونكا     | اللغة الإسبانية |
| العملة                                                    | نغولترم بوتاني | بيزو كولومبي    |
| الناتج المحلي الإجمالي (بليون دولار)                      | 2.51 مليار     | 309.19 مليار    |
| الناتج المحلي الإجمالي (تعادل القوة الشرائية) بليون دولار | 6.49 مليار     | 724.96 مليار    |
| الناتج المحلي الإجمالي الاسمي للفرد دولار أمريكي          | 2.66 ألف       | 7.60 ألف        |
| الناتج المحلي الإجمالي للفرد دولار أمريكي                 | 7.82 ألف       | 13.36 ألف       |
| مؤشر التنمية البشرية                                      | 0.605          | 0.720           |
| رمز المكالمات الدولي                                      | +975           | +57             |
| رمز الإنترنت                                              | .bt            | .co             |
| المنطقة الزمنية                                           | ت ع م+06:00    | 00              |

## منظمات دولية مشتركة
يشترك البلدان في عضوية مجموعة من المنظمات الدولية، منها:
| علم المنظمة | اسم المنظمة                        | تاريخ انضمام بوتان | تاريخ انضمام كولومبيا |
| ----------- | ---------------------------------- | ------------------ | --------------------- |
|             | وكالة ضمان الاستثمار متعدد الأطراف | 21 أكتوبر 2014     | 30 نوفمبر 1995        |
|             | منظمة الشرطة الجنائية الدولية      | ?                  | ?                     |
|             | منظمة حظر الأسلحة الكيميائية       | ?                  | ?                     |
|             | الأمم المتحدة                      | 21 سبتمبر 1971     | 5 نوفمبر 1945         |
|             | مؤسسة التمويل الدولية              | 1 ديسمبر 2003      | 20 يوليو 1956         |
|             | يونسكو                             | 13 أبريل 1982      | 31 أكتوبر 1947        |
|             | مؤسسة التنمية الدولية              | 28 سبتمبر 1981     | 16 يونيو 1961         |
|             | البنك الدولي للإنشاء والتعمير      | 28 سبتمبر 1981     | 24 ديسمبر 1946        |
|             | الاتحاد البريدي العالمي            | ?                  | ?                     |
|             | الاتحاد الدولي للاتصالات           | 15 سبتمبر 1988     | 25 أغسطس 1914         |

## وصلات خارجية
- موقع وزارة الخارجية البوتانية
- موقع وزارة الخارجية الكولومبية